# Küssnacht
Küssnacht (toponimo tedesco; fino al 2004 Küssnacht am Rigi) è un comune svizzero di 12 374 abitanti del Canton Svitto, nel distretto di Küssnacht del quale è l'unico comune. Ha lo status di città e si estende tra il lago dei Quattro Cantoni e il lago di Zugo.
Nel suo territorio sorge la Fortezza di Küssnacht, un importante castello che, insieme alla "via cava" (Hohle Gasse, in tedesco) rappresenta uno dei luoghi legati alla leggenda di Guglielmo Tell.